# Plaza Habima
La plaza Habima (en hebreo: כיכר הבימה) (También conocida como «La plaza de la Orquesta») es un espacio público importante del centro de la ciudad de Tel Aviv, Israel, en donde se ubica una serie de instituciones culturales, como el Teatro Nacional Habima, el Palacio de la Cultura y el pabellón de arte contemporáneo Helena Rubinstein. La plaza se encuentra en la intersección de los bulevares Rothschild, Hen, Ben Zion y la Calle Dizengoff.
Cuando se planeó un auditorio, un aparcamiento subterráneo y una plaza urbana se previeron también, pero por razones presupuestarias, sólo la zona norte del complejo fue desarrollada como una plaza . La mayor parte del área fue utilizado como estacionamiento temporal.

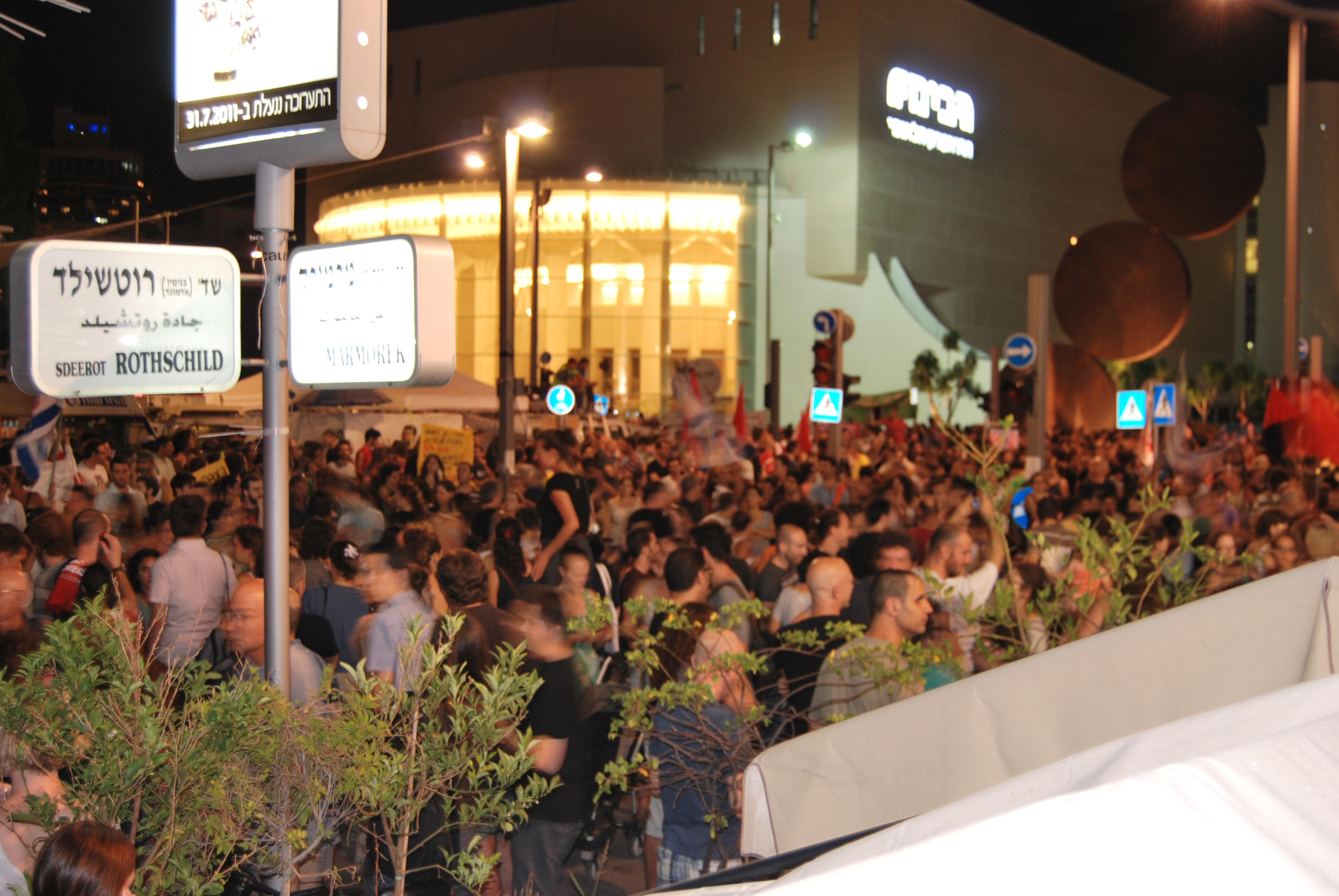
Las protestas en la plaza en 2011

En 2007 se desarrolló una modernización más completa llevada a cabo por el arquitecto Dani Karavan, que abarcó tanto el Teatro Habima como la plaza. Durante julio de 2011, la plaza se convirtió en un importante punto focal de las protestas por el precio de la vivienda de 2011 en Israel , cuando Daphne Leef instaló su tienda de campaña allí, y su ejemplo fue seguido por miles de personas.